# Düsseldorf-Flingern
Düsseldorf-Flingern – przystanek kolejowy w Düsseldorfie, w kraju związkowym Nadrenia Północna-Westfalia, w Niemczech. Znajduje się tu 1 peron. Według klasyfikacji Deutsche Bahn posiada 4 kategorię.